# Rönö socken
Rönö socken i Östergötland ingick i Björkekinds härad, ingår sedan 1974 i Norrköpings kommun och motsvarar från 2016 Rönö distrikt.
Socknens areal är 52,35 kvadratkilometer land. År 2000 fanns här 193 invånare. Kungsgården Rönö med sockenkyrkan Rönö kyrka ligger i socknen. 

## Administrativ historik
Rönö socken bildades före 1593 genom utbrytning ur Östra Ny socken.
Vid kommunreformen 1862 övergick socknens ansvar för de kyrkliga frågorna till Rönö församling och för de borgerliga frågorna till Rönö landskommun. Landskommunen inkorporerades 1952 i Östra Vikbolandets landskommun som uppgick 1967 i Vikbolandets landskommun och ingår sedan 1974 i Norrköpings kommun. Församlingen uppgick 2010 i Jonsbergs församling
1 januari 2016 inrättades distriktet Rönö, med samma omfattning som församlingen hade 1999/2000.  
Socknen har tillhört samma fögderier och domsagor som Björkekinds härad. De indelta soldaterna tillhörde   Andra livgrenadjärregementet, Liv-kompaniet. De indelta båtsmännen tillhörde Östergötlands båtsmanskompani.

## Geografi
Rönö socken ligger på sydöstra Vikbolandet norr om inloppet till Slätbaken. Socknen är en kustbygd som består av bergs- och skogsmarker med talrika dalgångar och mindre slättbygder.

## Fornlämningar
Kända från socknen är gravrösen från bronsåldern samt tre små gravfält från järnåldern. På det branta berget Lönshuvud finns en vårdkase.

## Namnet
Namnet (1331 Rönhö) kommer från kungsgården. Förleden är rön, 'stenig mark'. Efterleden ö påminner att höjdområdet vis kyrkan och kungsgården ännu på medeltiden varit omgiven av vatten.

### Fotnoter
1. 1 2  Svensk Uppslagsbok andra upplagan 1947–1955: Rönö socken
2. 1 2  Harlén, Hans; Harlén Eivy (2003). Sverige från A till Ö: geografisk-historisk uppslagsbok. Stockholm: Kommentus. Libris 9337075. ISBN 91-7345-139-8
3. ↑  ”Församlingar”. Statistiska centralbyrån. https://www.scb.se/hitta-statistik/regional-statistik-och-kartor/regionala-indelningar/forsamlingar/. Läst 30 december 2022.
4. ↑  Administrativ historik för Rönö socken (Klicka på församlingsposten). Källa: Nationella arkivdatabasen, Riksarkivet.
5. ↑  Om Östergötlands båtsmanskompani
6. ↑  ”Karta över västra Björkekinds härad från 1868”. Arkiverad från originalet den 13 april 2018. https://web.archive.org/web/20180413105804/https://kartavdelningen.sub.su.se/images/Ek/E/E-OstkindBjorkekind-v/openlayers.html. Läst 13 april 2018.
7. ↑  ”Karta över östra Björkekinds härad från 1868”. Arkiverad från originalet den 13 april 2018. https://web.archive.org/web/20180413110044/https://kartavdelningen.sub.su.se/images/Ek/E/E-OstkindBjorkekind-o/openlayers.html. Läst 13 april 2018.
8. 1 2  Sjögren, Otto (1931). Sverige geografisk beskrivning del 2 Östergötlands, Jönköpings, Kronobergs, Kalmar och Gotlands län. Stockholm: Wahlström & Widstrand. Libris 9939
9. 1 2  Nationalencyklopedin
10. ↑  Fornlämningar, Statens historiska museum: Rönö socken
11. ↑  Fornminnesregistret, Riksantikvarieämbetet: Rönö socken Fornminnen i socknen erhålls på kartan genom att skriva in sockennamn (utan "socken") i "Ange geografiskt område"
12. ↑  Mats Wahlberg, red (2003). Svenskt ortnamnslexikon. Uppsala: Institutet för språk och folkminnen. Libris 8998039. ISBN 91-7229-020-X. https://isof.diva-portal.org/smash/get/diva2:1175717/FULLTEXT02.pdf